# Charm (Clairo)
Charm è il terzo album in studio della cantautrice statunitense Clairo, pubblicato il 12 luglio 2024 in maniera indipendente.

## Tracce
1. Nomad – 3:45
2. Sexy to Someone – 3:27
3. Second Nature – 3:47
4. Slow Dance – 3:54
5. Thank You – 3:25
6. Terrapin – 3:00
7. Juna – 3:15
8. Add Up My Love – 3:25
9. Echo – 3:49
10. Glory of the Snow – 2:50
11. Pier 4 – 3:25